# Compàs forestal

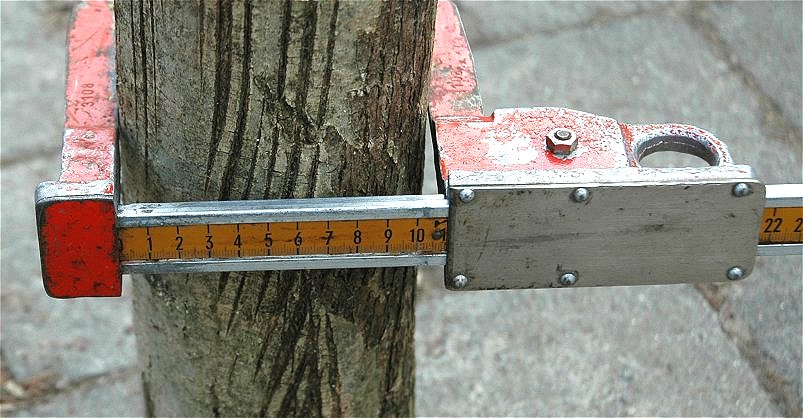
Compàs forestal

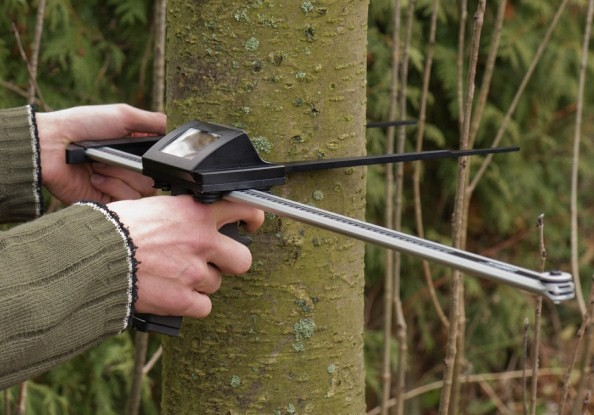
Compàs forestal electrònic

Un compàs forestal o forcípula, és un instrument en forma de peu de rei que serveix per a mesurar el diàmetre del canó d'un arbre o el d'un roll.